# ماریان جردن
ماریان جردن (انگلیسی: Marian Driscoll Jordan؛ ‏۱۵ آوریل ۱۸۹۸ – ۷ آوریل ۱۹۶۱) بازیگر و مجری رادیو اهل ایالات متحده آمریکا بود. وی بین سال‌های ۱۹۲۴ تا ۱۹۶۱ میلادی فعالیت می‌کرد.
از فیلم‌هایی که وی در آن‌ها نقش داشته‌است، می‌توان به از این طرف لطفاً و روزهای بهشتی اشاره نمود.